# Manisaspor Kulübü
El  Manisaspor Kulübü és un club de futbol turc de la ciutat de Manisa.

## Història
Segons la seva web el club va ser fundat el 1931 com Sakaryaspor. El 1965 va canviar el nom per Manisaspor i el 2001 signà un contracte amb Zorlu Holding i el nom canvià per Vestel Manisaspor. Posteriorment abandonà aquest patrocini el nom tornà a l'original Manisaspor.

## Trajectòria esportiva
- Primera divisió: 2005-
- Segona divisió: 1964-1978, 1980-1983, 1985-1986, 1991-1993, 1994-1995, 2002-2005
- Tercera divisió: 1978-1980, 1984-1985, 1986-1991, 1993-1994, 1995-2001
- Categoria amateur: 1983-1984